# Pachydactylus vanzyli
Espèce
Synonymes
- Kaokogecko vanzyli Steyn & Haacke, 1966
- Palmatogecko vanzyli (Steyn & Haacke, 1966)

Pachydactylus vanzyli est une espèce de geckos de la famille des Gekkonidae.

## Répartition
Cette espèce se rencontre en Namibie dans le désert du Namib et le Kaokoland et dans le sud de l'Angola.

## Description
Ce gecko est insectivore.

## Étymologie
Cette espèce est nommée en l'honneur de Ben Van Zyl.

## Publication originale
- Steyn & Haacke, 1966 : A new webfooted gekko (Kaokogecko vanzyli gen. et. sp. nov.) from the north-western South West Africa. Cimbebasia, n. 18, p. 1-23 (texte intégral).